# Merdingen
Merdingen est une commune de Bade-Wurtemberg (Allemagne), située dans l'arrondissement de Brisgau-Haute-Forêt-Noire, dans le district de Fribourg-en-Brisgau.

## Jumelage
- Sainte-Croix-en-Plaine (France)

## Personnalités liées à la commune
- Jan Ullrich